# Duckeia
Duckeia  (лат.) — род ос-блестянок из подсемейства Amiseginae. 3 вида.

## Распространение
Южная Америка.

## Описание
Мелкие осы-блестянки светло-голубого цвета. Затылочный киль отсутствует, щёчные бороздки слабые или отсутствуют. Пронотум выпуклый, короткий, примерно вдвое короче (0,4-0,5) комбинированной длины скутума, скутеллюма и метанотума вместе взятых. Самцы и самки крылатые. Коготки лапок с маленьким срединным зубцом. Паразитоиды. Вид Duckeia cyanea был выведен из яиц палочников Prisopus ohrtmanni (Lichtenstein) (Prisopodidae). Род был назван в честь бразильского энтомолога и ботаника Адольфо Дукке (Adolpho Ducke; 1876—1959), одного из первых исследователей ос-блестянок.

## Систематика
3 вида.
- Duckeia cyanea Costa Lima, 1936 — Бразилия
- Duckeia gracilis Kimsey, 1987 — Бразилия
- Duckeia vagabunda Kimsey, 1987 — Мексика